# John Carter (cyclisme)
Pour les articles homonymes, voir John Carter et Carter.
John Carter, né le 19 avril 2003 à Perth, est un coureur cycliste australien. Il est membre de l'équipe CCACHE x BODYWRAP.

## Biographie
John Carter commence la compétition cycliste en 2017 au X-Speed Australia Cycle Club, basé sur ses terres natales de Perth. Actif sur piste, il se distingue lors de la saison 2023 en devenant champion d'Océanie de l'omnium et champion d'Australie du scratch. Il évolue également sur route avec l'équipe continentale XSpeed United Continental, sans toutefois obtenir de résultats notables. 
Au printemps 2024, il intègre la formation australienne CCACHE x Par Küp. Bon sprinteur, il s'impose sur l'étape inaugurale du Tour de Kumano, dans le calendrier de l'UCI. La même année, il remporte le contre-la-montre du Tour du Gippsland, une épreuve régionale belge à Castre, mais aussi une course par étapes chinoise. Il devient par ailleurs champion d'Australie de poursuite par équipes.
En 2025, il est sacré champion d'Australie du critérium dans la catégorie des espoirs. Sur piste, il s'adjuge un nouveau titre de champion national dans la discipline du scratch. 

## Palmarès sur route

### Par année
- 2024
  - Tom Lowry Memorial
  - 1re étape du Tour de Kumano
  - Ereprijs René De Ridder
  - Collie to Donnybrook Return Cycling Classic
  - 2e étape du Tour du Gippsland (contre-la-montre)
  - Tour de Zhanghe :
    - Classement général
    - 1re et 2e étapes

  - 3e du championnat d'Australie du critérium espoirs
- 2025
  -  Champion d'Australie du critérium espoirs
  - 3e du championnat d'Australie du contre-la-montre espoirs

### Classements mondiaux
| Année            | 2024 |
| ---------------- | ---- |
| UCI Oceania Tour | 95e  |

## Palmarès sur piste

### Championnats d'Océanie
| Édition / Épreuve | Poursuite par équipes | Omnium | Poursuite individuelle |
| Brisbane 2023     | Bronze                | Or     |                        |
| Cambridge 2024    | Argent                |        | Bronze                 |

### Championnats nationaux
- 2022
  - 3e du championnat d'Australie de poursuite par équipes
- 2023
  -  Champion d'Australie du scratch
  - 2e du championnat d'Australie de poursuite par équipes
  - 2e du championnat d'Australie de course aux points
- 2024
  -  Champion d'Australie de poursuite par équipes (avec Conor Leahy, Stephen Hall et Jack Dohler)
  - 3e du championnat d'Australie de poursuite
- 2025
  -  Champion d'Australie du scratch
  - 3e du championnat d'Australie de poursuite